# Baixa von Lissabon

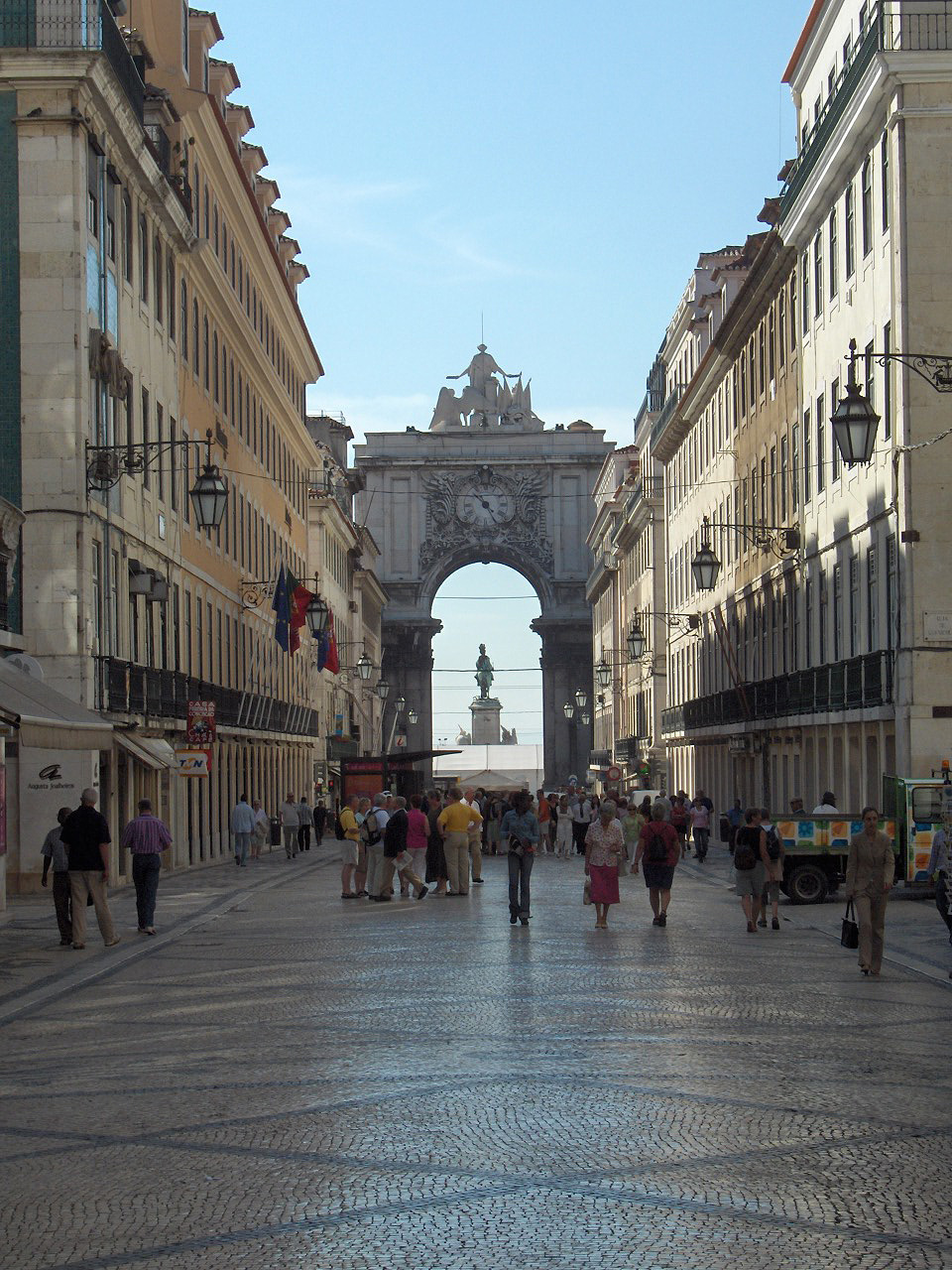
Die zentrale Rua Augusta in der Lissabonner Baixa.

Die Baixa von Lissabon (traditionell Baixa Pombalina, zu deutsch Unterstadt) ist das Herz der portugiesischen Hauptstadt Lissabon. Der Bezirk dehnt sich über 235.620 Quadratmeter, nördlich des Praça do Comércio, ungefähr zwischen dem Verkehrsknotenpunkt Cais do Sodré und dem Stadtteil Alfama, südlich des Castelo de São Jorge aus.  Nach dem verheerenden Erdbeben von 1755 wurde die Baixa komplett wieder aufgebaut. Die Baixa ist primäre Anlaufstelle vieler Besucher der Stadt. Hier finden sie den ersten Kontakt mit der typischen Atmosphäre und der Calçada Portuguesa sowie seinen vielen Sehenswürdigkeiten und Restaurants.
Der Bezirk ist ein elegantes Viertel, dessen Aufbau unmittelbar nach dem Erdbeben von 1755 in Auftrag gegeben wurde. Seinen Namen erhielt der Bezirk von Sebastião José de Carvalho e Melo, der unter seinem Adelstitel „Marquês de Pombal“ bekannt wurde, von 1750 bis 1777 Premierminister des Landes war und eine entscheidende Rolle beim Wiederaufbau Lissabons spielte. Der Markgraf plante die Stadt nach dem Erdbeben nicht mehr nach geographischen Gegebenheiten, sondern entwarf ein streng geometrisches Straßennetz.
Die Baixa ist ein gutes Beispiel für die frühe Entwicklung von erdbebensicherem Bauen. Die Belastbarkeit der Anlagen wurde getestet, indem man Truppen des Militärs um architektonische Modelle marschieren ließ, um ein leichtes Erdbeben zu simulieren.
Die portugiesische Regierung nahm die Baixa am 7. Dezember 2004 auf die nationale Vorschlagsliste für das UNESCO-Welterbe auf.
In der Baixa befindet sich neben der Banco de Portugal und der ehemaligen Banco Nacional Ultramarino in der Rua Augusta das Museu do Design e da Moda (MUDE), ein Design- und Modemuseum, u. a. die Apotheke Farmácia Normal sowie die Armazéns Grandella.